# 南方苦艾
南方苦艾（學名：Artemisia schmidtiana；日語：アサギリソウ），又稱朝霧草、銀葉草，是菊科蒿屬下的一種開花植物。原產自日本本州中部，尼泊爾、西藏地區均有分佈，目前作爲觀賞植物被廣泛地種植於各地。

## 形態
南方苦艾是一種小型的簇狀常綠多年生草本植物，長至30厘米，具有毛狀銀葉和以圓錐狀排列的擁有頭狀花序的黃色小花；但是像其他蒿屬植物一樣，它的生長是受的葉子影響而不是花朵。新枝柔軟，老枝則會木質化，植株整體呈匐匍狀生長。

## 用途
可用於香料和食用，並且也可被栽培用於觀賞用途。

## 品種「Nana」

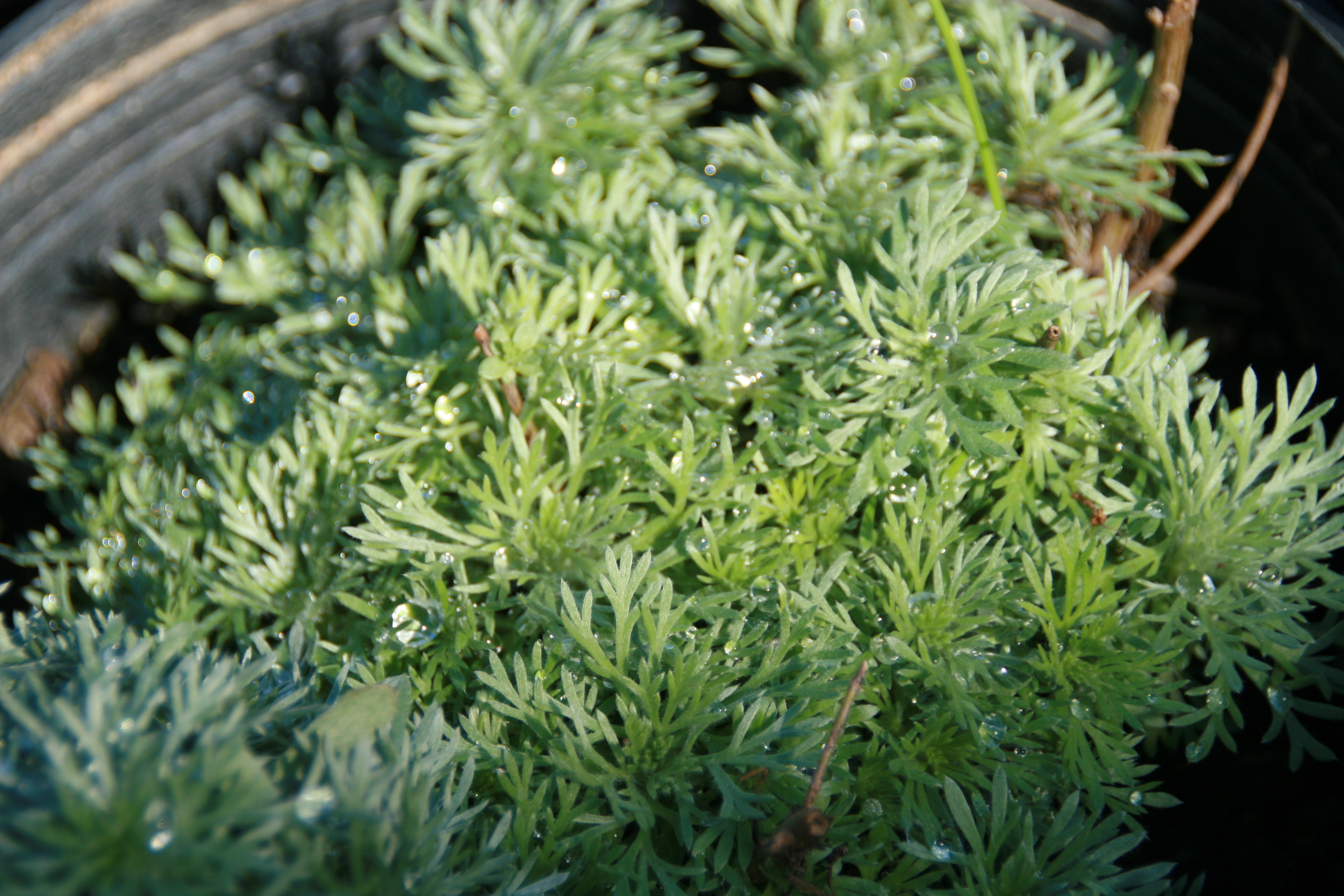
品種「Nana」，攝於美國馬里蘭州貝爾茨維爾，貝恩幼兒園。

南方苦艾略小的品種 「Nana」已經獲得了英國皇家園藝學會的「優秀園藝獎」（Award of Garden Merit）。它培植於美國農業部（USDA）的1至9區。一般生長於沙質或粘土土壤中，耐乾旱，生長速度中等，喜陽光或半陰。可以長到25–30厘米（10-12英寸），寬30–60厘米（12-23英寸）。
它具有香味，初夏時便長有銀葉和花朵。散發的氣味會吸引蝴蝶，但對鹿和兔子有驅逐性。它可以被種植在花園中作為分隔邊界，類似地被植物它也可種植在假山花園或容器中。

## 外部鏈接
- Heritage Perennials, Artemisia schmidtiana ‘Nana’  Silver Mound Artemisia （页面存档备份，存于）
- Fine Gardening plant guide, Silvermound, Artemisia schmidtiana （页面存档备份，存于）
- Royal Horticultural Society, London （页面存档备份，存于）